# Garrinchão-de-bico-grande
Cantorchilus longirostris, conhecido popularmente como carriça-de-bico-longo ou garrinchão-de-bico-grande (Cantorchilus longirostris), é uma espécie de ave de ave da família Troglodytidae endêmica do Brasil. Seu habitat natural é a floresta úmida ou vegetação arbustiva seca tropicais ou subtropicais, e áreas anteriormente de floresta fortemente degradadas. Ocorre em duas populações disjuntas: uma na Região Nordeste e norte de Minas Gerais e outra na costa da Região Sudeste do sul de Minas Gerais e do Espírito Santo até Santa Catarina.